# روث برنهارد
روث برنهارد (بالإنجليزية: Ruth Bernhard)‏ هي مصورة أمريكية، ولدت في 14 أكتوبر 1905 في برلين في ألمانيا، وتوفيت في 18 ديسمبر 2006 في سان فرانسيسكو في الولايات المتحدة.